# 阿维亚德拉斯托雷斯
阿维亚德拉斯托雷斯，是西班牙卡斯蒂利亚-莱昂帕伦西亚省的一个市镇。 总面积27平方公里，总人口197人（2001年），人口密度7人/平方公里。